# Krymské referendum (2014)
Krymské referendum v roce 2014 bylo sporné referendum vyhlášené krymským parlamentem, v němž se obyvatelé ukrajinské Autonomní republiky Krym a města se zvláštním statusem Sevastopol dne 16. března 2014 vyslovili pro přičlenění Krymu k Ruské federaci. Pro připojení k Rusku údajně hlasovalo více než 96 % zúčastněných voličů při volební účasti 83 %. Výsledky referenda jsou často neruskými zdroji označované za zfalšované. Zfalšování referenda potvrdil i oficiální Ruský orgán veřejné zprávy: Rada při úřadu prezidenta Ruské federace pro rozvoj občanské společnosti a lidských práv.
Vyhlášení referenda, ke kterému došlo v průběhu krymské krize na poloostrově již obsazeném ruskými a proruskými ozbrojenci, bylo v rozporu s ukrajinskou ústavou a ukrajinská vláda Arsenije Jaceňuka referendum označila za nelegitimní. Jeho výsledky neuznaly ani Spojené státy a Evropská unie, naopak Rusko označilo jeho průběh a výsledky za vyjádření skutečné vůle obyvatel Krymu. Proti krymskému referendu se nepostavily nebo je výslovně uznaly jako legitimní další státy, především země, které jsou spolu s Ruskem sdružené v uskupení BRICS, to jest Čína, Indie, Brazílie a Jižní Afrika. Všechny tyto čtyři velké státy se zdržely hlasování při projednávání právně nezávazné rezoluce Valného shromáždění Organizace spojených národů (OSN), která toto referendum odsoudila. Hlasování v OSN v této věci se zdrželo dalších 54 států a 10 států hlasovalo proti této rezoluci.
Hlasování o samostatnosti Krymu a jeho odtržení od Ukrajiny bylo součástí kroků vedoucích k připojení Krymu k Rusku, na které Západ reagoval vyhlášením evropských a amerických sankcí vůči Rusku a relevantním krymským činovníkům.

## Pozadí

### Dlouhodobé pozadí

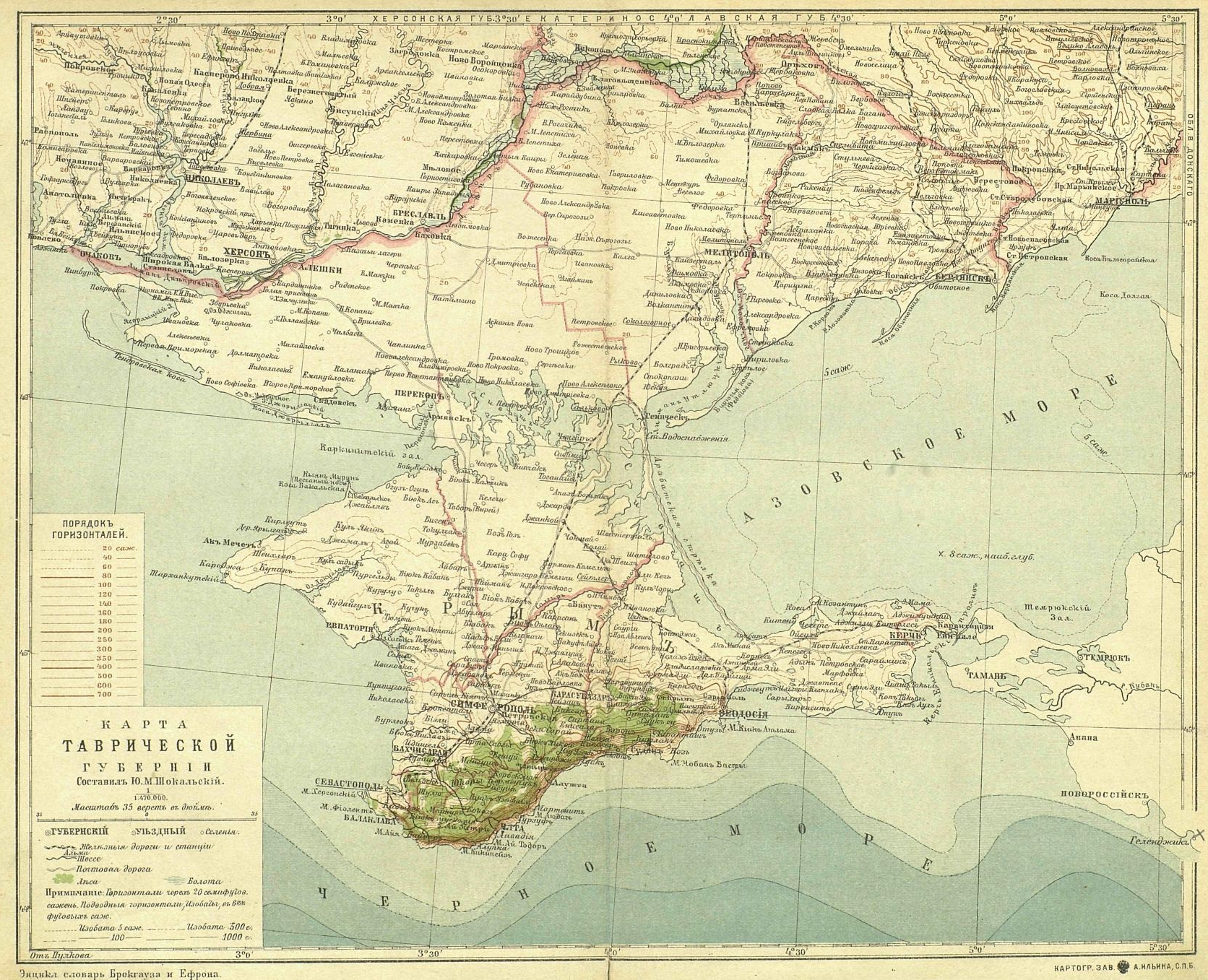
Mapa Tavričské gubernie

V rámci celé Ukrajiny představovali etničtí Rusové na počátku roku 2014 významnou menšinu, odhadovanou na zhruba 17% obyvatel, na Krymu ovšem má ruské obyvatelstvo naopak většinu, a to zhruba 58%. Etnických Ukrajinců přitom žilo na Krymu jen zhruba 24% a dalších 12% obyvatel tvořili Krymští Tataři, kteří jsou zde nejdéle žijícím etnikem.
Dnešní složení obyvatelstva Krymu vzniklo v průběhu komplikovaného dějinného vývoje. V roce 1774 se Krymský chanát, který byl do té doby vazalem Osmanské říše, dostal v důsledku mírové smlouvy z Küčük-Kainardži, uzavřené po první rusko-turecké válce (1768–1774), nově pod nadvládu Ruského impéria. V roce 1783 pak carevna Kateřina Veliká Krym přímo anektovala a v následné druhé rusko-turecké válce (1787–1792) tento územní zisk potvrdila. Ruského obyvatelstva poté na Krymu postupně přibývalo. Na konci druhé světové války pak vláda Sovětského svazu obvinila Krymské Tatary z kolaborace s nacistickým Německem a nechala je téměř všechny vystěhovat na Sibiř. Do své původní vlasti se Krymští Tataři směli začít vracet až koncem osmdesátých let 20. století.
Ze správního hlediska byl v Ruském impériu Krym nejprve součástí tavričské oblasti (od roku 1783) a pak od roku 1802 až do říjnové revoluce v roce 1917 součástí navazující Tavričské gubernie. Ta kromě poloostrova Krym zahrnovala i území na sever až k Dněpru.
S rozpadem Ruského impéria začalo na Krymu bouřlivé období. Od prosince 1917 do ledna 1918 zde krátkodobě fungovala Krymská lidová republika vytvořená Krymskými Tatary, pak do konce dubna Tauridská sovětská socialistická republika, následovaná Krymskou krajovou vládou od června 1918 do dubna 1919, kdy Rudá armáda obsadila Simferopol a ustavila Krymskou sovětskou socialistickou republiku. Tato poslední, jen krátce existující republika zanikla po dobytí bělogvardějci v červnu 1919.
Po opětovném dobytí Rudou armádou v roce 1921 byla 18. října 1921 ustavena Krymská autonomní sovětská socialistická republika, která trvala až do roku 1945, kdy byla nahrazena Krymskou oblastí. Ta byla původně součástí Ruské SFSR, ale 19. února 1954 vyhlásilo předsednictvo Nejvyššího sovětu na návrh generálního tajemníka ÚV KSSS Nikity Chruščova, že se Krymská oblast stává součástí Ukrajinské SSR. Odůvodněním pro tento závažný krok byl mimo jiné fakt, že převážně zemědělský Krym je závislý na dodávkách vody a elektřiny z Ukrajiny.
K 12. únoru 1991 rozhodl tehdejší Nejvyšší sovět Ukrajiny na základě krymského referenda z 20. ledna 1991 o tom, že bude utvořena Autonomní republika Krym. Po rozpadu Sovětského svazu se ovšem Krym stal součástí samostatné Ukrajiny. Ustanovení o detailech statusu Krymu byla od té doby několikrát změněna. 5. května 1992 krymská vláda vyhlásila nezávislou republiku a o den později vlastní ústavu. Do sporu zasáhla roku 1995 ukrajinská vláda zrušením krymské ústavy a prezidentského úřadu a zavedením přímé správy ukrajinského prezidenta, která byla zrušena až po zklidnění situace koncem roku 1995. V roce 1998 vstoupila v platnost nová ústava definující Krym jako součást Ukrajiny, což mu poskytlo méně autonomie.

### Bezprostřední příčiny

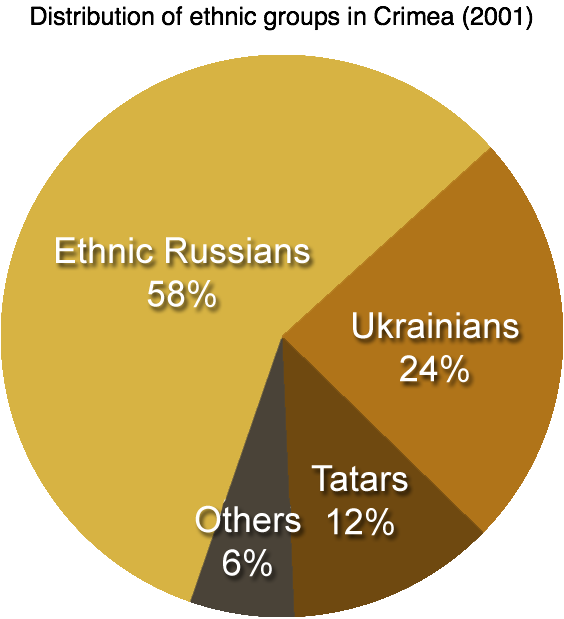
Etnické rozdělení obyvatelstva Krymu v roce 2001

V důsledku událostí spojených s hnutím Euromajdan rezignovala v Kyjevě 28. ledna 2014 druhá vláda Mykoly Azarova. 23. února 2014 opustil Kyjev dosavadní ukrajinský prezident Viktor Janukovyč a pravomoci prezidenta začal vykonávat Oleksandr Turčynov. Posléze se moci ujala vláda Arsenije Jaceňuka a z hlediska nasměrování ukrajinské zahraniční politiky došlo k posunu od proruské orientace k orientaci na Evropskou unii a Spojené státy americké.
Spory vyvolalo, když parlament 23. února odhlasoval zrušení kontroverzního jazykového zákona z roku 2012, který umožňoval na skoro polovině území Ukrajiny používat ruštinu jako úřední jazyk. To vyvolalo protesty proti „zákazu používání ruštiny“, jak změnu vykládala Moskva. Turčynov pak odmítl zrušení zákona podepsat. Vyostřovala se i situace na poloostrově Krym, kde se konaly proruské demonstrace se separatistickými tendencemi. Proti tomu se stavěla menšina krymských Tatarů.
Pro samotné Rusko je přitom Krym významný nejen svým vysokým podílem ruského obyvatelstva[zdroj⁠?!], ale zejména tím, že Sevastopol je na základě platné smlouvy s Ukrajinou domovským přístavem ruské černomořské flotily a Rusko nechce v žádném případě ztratit právo využívat tuto vojenskou námořní základnu.[zdroj⁠?!] Zároveň je pro ruský národ Krym důležitý i z emocionálního hlediska jako území, které hrálo velkou roli při utváření ruské státnosti a upevňování velmocenské pozice Ruska. Toto území bylo Ruskem ubráněno jak při krymské válce v 19. století, tak při druhé světové válce (i přesto, že bylo dočasně dobyto nacistickým Německem) – za cenu těžkých ztrát na lidských životech.[zdroj⁠?!]
Z hlediska přírodních zdrojů jsou významná podmořská ložiska plynu, ze kterých Ukrajina plánovala těžit za pomoci zahraničních společností (např. Exxon Mobil), a snížit tak svou značnou závislost na dovozu plynu z Ruska. Podle ruského státního webu Hlas Ruska krymská vláda už 13. března 2014 oznámila, že pozvala k těžbě ruské těžební společnosti.

## Referendum

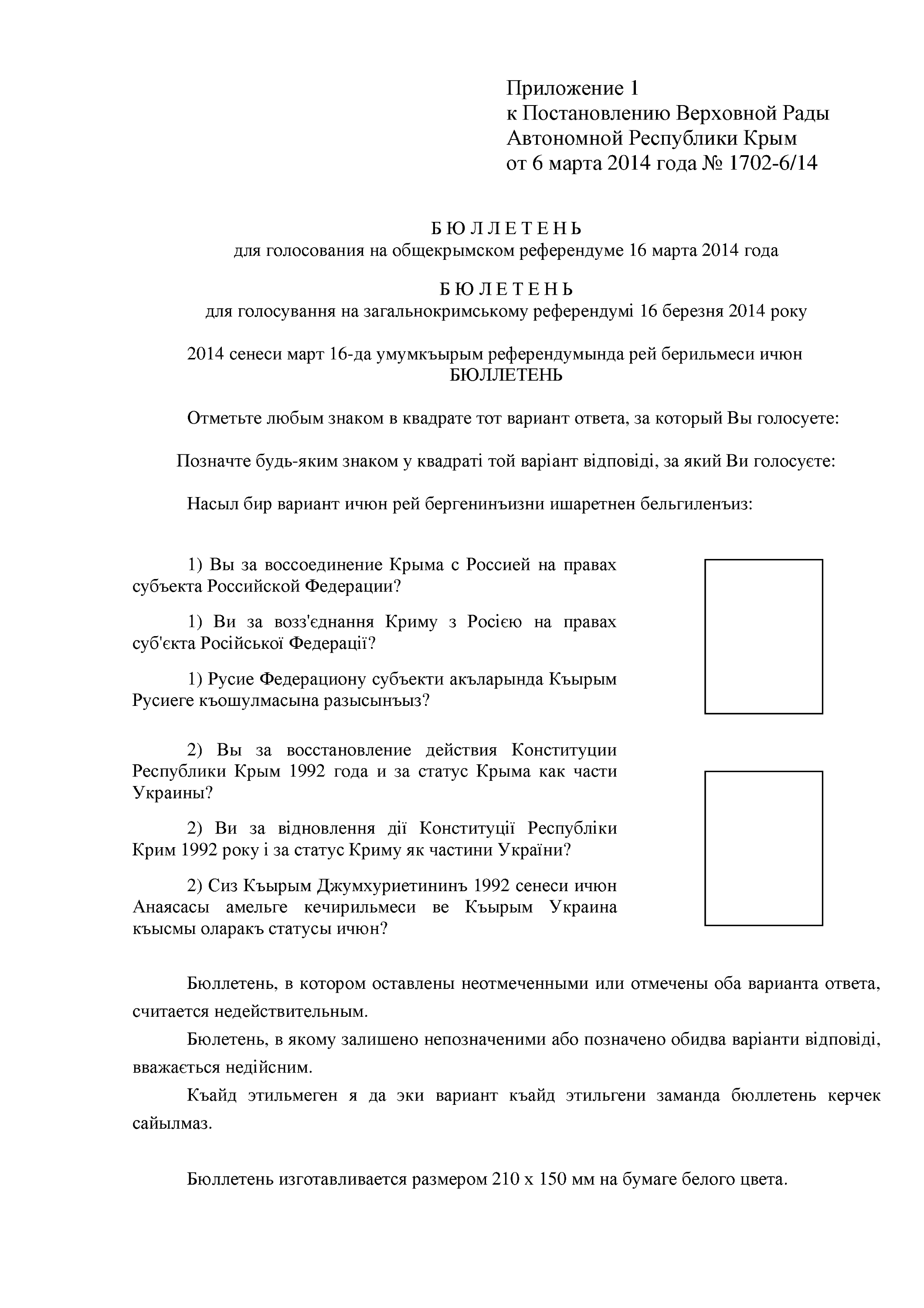
Hlasovací lístek v ruštině, ukrajinštině a krymské tatarštině

### Vyhlášení referenda
Krymský parlament původně ohlásil ve čtvrtek 27. února na plánované schůzi, že se 25. května 2014, tedy současně s ukrajinskými prezidentskými volbami, bude konat referendum o posílení autonomie poloostrova. Pro tento návrh hlasovalo 61 ze 64 poslanců v době, kdy byla budova parlamentu již obsazena skupinou neoznačených ozbrojenců, která budovu parlamentu střežila. Dne 1. března 2014 oznámila krymská vláda, že toto referendum bude provedeno už 30. března, což nový předseda vlády Sergej Aksjonov zdůvodnil jeho naléhavostí. Ve čtvrtek 6. března, tedy v den, kdy byl Krym již zcela obsazen ruskou armádou a proruskými ozbrojenci, pak krymský parlament odhlasoval žádost o okamžité připojení Krymu k Ruské federaci a posunutí referenda, které mělo připojení už jen potvrdit, na 16. března 2014.

### Formulace otázek v referendu
Hlasovací lístky byly distribuovány v ruštině, ukrajinštině a krymské tatarštině. Obyvatelé Krymu během referenda vybírali mezi dvěma možnostmi:
1) „Jste pro znovusjednocení Krymu s Ruskem s právem subjektu Ruské federace?“ 
2) „Jste pro obnovení platnosti ústavy z roku 1992 a pro status Krymu jako součásti Ukrajiny?“
Podle některých komentátorů zpochybňujících legitimitu referenda dávalo znění druhé otázky krymskému parlamentu možnost rozhodnout o odtržení Krymu od Ukrajiny. Prvotní verze ústavy z 5. května 1992 totiž obsahovala vyhlášení nezávislého Krymu. O této verzi mělo následně v srpnu 1992 proběhnout referendum, které ovšem neproběhlo. Následující den, 6. května 1992, však krymský parlament přidal k ústavě položku, že Krym „je součástí Ukrajiny“. Jelikož v textu otázky byla explicitně uvedena slova „Krym jako součást Ukrajiny“, je zřejmé, že druhá otázka se vztahuje k novější upravené verzi ústavy z roku 1992.

### Pozorovatelé
Podle ruským státem vlastněné televize Russia-24 se referenda zúčastnili zahraniční pozorovatelé z 21 států včetně Charalampose Angourakise (řecký europoslanec, člen Komunistické strany Řecka), Johana Bäckmana (finský proruský komentátor), Mateusze Piskorského (polský propagátor panslavismu, člen levicové agrární strany Sebeobrana), Nenada Popoviće (místopředseda Národního shromáždění Srbska, viceprezident konzervativní Demokratické strany Srbska) a Tatjany Ždanoka (poslankyně Evropského parlamentu za skupinu Zelení – Evropská svobodná aliance). Ostatními pozorovateli byli Luc Michel (Belgičan, člen nacionalistického hnutí PCN), Alexandr Simov (Bulhar), Srđa Trifković (Srbo-Američan, dopisovatel pro americký konzervativní magazín Chronicles a bývalý poradce srbského prezidenta Vojislava Koštunici) a Béla Kovács (maďarský europoslanec, člen pravicové strany Jobbik). Dle Hlasu Ruska označil Béla Kovács referendum za legitimní, podporu sklidilo i od Johana Bäckmana, Nenada Popoviće a Charalampose Angourakise.
Referenda se zúčastnili také tři čeští pozorovatelé, poslanci Milan Šarapatka a Stanislav Berkovec a exposlanec a starosta Vysokého Mýta Miloslav Soušek. Zprávu o jejich návštěvě ve volební místnosti ve městě Sudak vydala agentura Krymskij vektor, Soušek do její kamery prohlásil, že hlasovat „lidé chodí v klidu, jsou rádi a všechno je dobré“. Také jejich cestu hradil belgický aktivista Luc Michel, což prý ale nikdo z nich dopředu nevěděl. Šarapatka prohlásil, že referendum bylo „formálně regulérní“ a že „nebyl žádný evidentní nátlak na hlasující“, rovněž Soušek a Berkovec potvrdili, že referendum proběhlo podle běžných standardů. Všichni tři se po návratu setkali s kritikou, proti Souškovi vystoupili někteří členové zastupitelstva Vysokého Mýta včetně poslance Jiřího Junka, podle nich město nemá být s legitimizací referenda spojováno.

## Výsledky referenda
| Oblast         | Pro       | Pro   | Proti  | Proti | Neplatné hlasy | Celkem    | Registrovaných voličů | Účast  |
| Oblast         | Hlasů     | %     | Hlasů  | %     | Neplatné hlasy | Celkem    | Registrovaných voličů | Účast  |
| -------------- | --------- | ----- | ------ | ----- | -------------- | --------- | --------------------- | ------ |
| Republika Krym | 1 233 002 | 96.77 | 31 997 | 2.09  | 9 097          | 1 264 999 | 1 533 208             | 83.1 % |
| Sevastopol     | 262 041   | 95.6  | 9 250  | 3.02  | 2 810          | 274 101   | 306 258               | 89.5 % |

Šéf krymské volební komise Michail Malyšev ohlásil, že 96,8 procent hlasujících (1 233 002 lidí) se vyslovilo pro připojení k Rusku, 2,5 procent (31 997 lidí) pro zachování autonomního statusu v rámci Ukrajiny. 0,7 procent hlasů bylo neplatných, volební účast byla 83,1 procent obyvatel Krymu s volebním právem. V Sevastopolu se hlasovalo odděleně o připojení přímo k Ruské federaci, které podle údajů krymské volební komise podpořilo 95,6 procent voličů, účast byla 89,5 procent.
Referendum však údajně bojkotovali Ukrajinci i Krymští Tataři. Ukrajinský ruskojazyčný deník Ukrajinskaja Pravda tvrdil, že kdyby souhlasily počty hlasujících, muselo by podle statistických údajů sevastopolských úřadů v referendu hlasovat 123 % všech obyvatel Sevastopolu. Tento postřeh učinil bloger teh-nomad, který později upřesnil, že šlo pouze o chybu v číslech tiskové agentury Interfax. Podle vyjádření Rady pro lidská práva při úřadu prezidenta Vladimira Putina však pro připojení Krymu k Ruské federaci hlasovalo jen 50 až 60% voličů za účasti 30 až 50%. Bývalý ekonomický poradce ruské vlády Andrej Illarionov, který nyní působí v Catonově institutu (Cato Institute) ve Washingtonu, uvedl svůj odhad, že připojení Krymu k Rusku si přálo jen asi 34 % voličů. GfK, německá společnost provádějící průzkumy veřejného mínění a čtvrtá největší organizace pro výzkum trhu na světě, provedla průzkum v krymském regionu. Podle tohoto průzkumu naopak 82 % lidí na Krymu „plně podporuje“ odtržení Krymu od Ukrajiny a připojení do Ruské federace, 11 % „převážně souhlasí“, zatímco jen 7 % s odtrhnutím „nesouhlasí“. Podle průzkumu amerických univerzit z Colorada a Virginie si 84 % lidí na Krymu myslí, že připojení do Ruska je „naprosto správné rozhodnutí“.

## Následný vývoj
Krymský parlament vyhlásil nezávislost Krymského státu na území celého Krymu včetně Sevastopolu, který má zvláštní status. Podle této deklarace přestaly v tento moment platit na Krymu ukrajinské zákony a přestala se uplatňovat rozhodnutí Nejvyšší rady Ukrajiny a dalších státních orgánů Ukrajiny, která byla přijatá po 21. únoru 2014. Své zástupce se žádostí o připojení k Ruské federaci vyslal Krym i město Sevastopol, které chce vyjednat výsledný status v rámci federace.

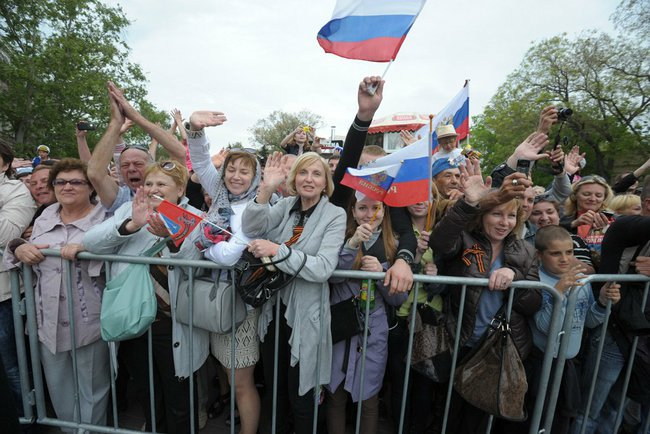
Lidé na Krymu během oslav dne vítězství nad nacistickým Německem, 9. května 2014

Ruský prezident Putin bezprostředně potom uvedl, že se 18. března obrátí na parlament, aby přijal další subjekt do Ruské federace. Státní duma oznámila, že připojení projedná urychleně. Dále Putin vznesl další požadavky na ukrajinský status. Navrhl vznik podpůrné skupiny pro řešení ukrajinské krize ve složení „přijatelném pro všechny ukrajinské politické síly“, která zajistí mezinárodní uznání Krymu jako nezávislého státu a bude pracovat na tom, aby Rada bezpečnosti OSN přijala rezoluci, která zakotví ukrajinskou neutralitu, tedy i to, že se Ukrajina nestane členem vojenské aliance NATO. Dále se zasadí o odevzdání nelegálních zbraní a o federalizaci Ukrajiny podle nově vytvořené ústavy, která zakotví ruštinu jako druhý oficiální jazyk, a o vypsání parlamentních a komunálních voleb. Podle navržené rezoluce by bylo státní zřízení, svrchovanost, územní celistvost a neutrální vojensko-politický status Ukrajiny garantovány Ruskem, Evropskou unií a Spojenými státy, Rusko bude mít na Krymu své základny.
Krym je propojen energeticky, vodohospodářsky i plynovou sítí s Ukrajinou, zatím tedy není jasné, jak bude fungovat.
Ukrajinský parlament vyhlásil po referendu mobilizaci 40 tisíc záložníků a situaci prohlásil jako válečnou. Předseda parlamentu Oleksandr Turčynov prohlásil, že referendum bylo fraškou a že ho „nikdy neuzná ani Ukrajina, ani civilizovaný svět“. Ministerský předseda Arsenij Jaceňuk o referendu řekl, že šlo o „cirkusové představení, které podpořilo 21 tisíc ruských vojáků pokoušejících se svými zbraněmi referendu poskytnout legalitu“.
Z průzkumu ukrajinské pobočky německé společnosti GfK, která se 16. až 22. ledna 2015 telefonicky dotazovala náhodně vybraných obyvatel Krymu, vyplynulo, že 82% dotazovaných podporuje ruskou anexi Krymu, 11% anexi částečně podporuje a jen 4% dotazovaných s anexí nesouhlasí.

## Reakce

Výsledky hlasování Valného shromáždění OSN o územní celistvost Ukrajiny.
Pro
Proti
Zdržení hlasování
Nepřítomný

### Reakce zúčastněných stran
Ukrajinský parlament považuje referendum za nelegitimní na základě nálezu ústavního soudu, které ho shledalo protiústavním. Ukrajinský parlament následně po předchozích varováních 15. března schválil 278 hlasy ze 450 dočasné zrušení krymského parlamentu, což na práci krymského parlamentu na Rusy obsazeném Krymu nemělo vliv, neboť ten naopak neuznával legitimitu ukrajinského parlamentu.
Představitel krymských Tatarů Mustafa Džemilev vyzval k bojkotu referenda, jehož výsledky nehodlají Tataři uznat, a požádal o zásah Severoatlantickou alianci.

### Mezinárodní reakce
V Radě bezpečnosti Organizace spojených národů navrhly 15. března Spojené státy americké rezoluci odsuzující referendum na Krymu. Třináct států hlasovalo pro přijetí, Čína se zdržela a Ruská federace byla jako jediná proti – ovšem s právem veta, takže rezoluce nebyla přijata. Podle ruského ministerstva zahraničí nebyl návrh zdůvodněn, pomíjel vnitropolitickou krizi na Ukrajině a vycházel ze zájmů Spojených států amerických.
Dne 27. března 2014 Valné shromáždění OSN schválilo nezávaznou rezoluci o potvrzení územní celistvosti Ukrajiny a označující ruskou anexi Krymu za nelegální. Hlasování skončilo s výsledky 100 hlasů pro, 11 hlasů proti (Arménie, Bělorusko, Bolívie, Kuba, Nikaragua, Severní Korea, Rusko, Súdán, Sýrie, Venezuela a Zimbabwe), 58 členů OSN se zdrželo hlasování a 24 chybělo.

### Státy, které uznaly výsledky Krymského referenda

Státy, které uznaly výsledky Krymského referenda

Výsledky referenda zatím uznalo patnáct členských států OSN.
| Stát          | Datum uznání    | Reference            |
| ------------- | --------------- | -------------------- |
| Rusko         | 17. března 2014 | [ 43 ]               |
| Venezuela     | 17. března 2014 | [ 44 ]               |
| Kazachstán    | 18. března 2014 | [ 45 ] [ 44 ]        |
| Arménie       | 19. března 2014 | [ 46 ] [ 44 ] [ 47 ] |
| Kyrgyzstán    | 20. března 2014 | [ 48 ]               |
| Uganda        | 21. března 2014 | [ 49 ] [ 50 ]        |
| Afghánistán   | 22. března 2014 | [ 44 ] [ 51 ]        |
| Severní Korea | 22. března 2014 | [ 44 ]               |
| Sýrie         | 22. března 2014 | [ 44 ]               |
| Bělorusko     | 23. března 2014 | [ 52 ] [ 53 ]        |
| Kuba          | 27. března 2014 | [ 54 ]               |
| Bolívie       | 27. března 2014 | [ 54 ]               |
| Súdán         | 27. března 2014 | [ 54 ]               |
| Zimbabwe      | 27. března 2014 | [ 54 ]               |
| Nikaragua     | 27. března 2014 | [ 54 ]               |

Krym uznaly i některé další celky:
| Stát         | Datum uznání    | Reference |
| ------------ | --------------- | --------- |
| Jižní Osetie | 17. března 2014 | [ 54 ]    |
| Abcházie     | 17. března 2014 | [ 54 ]    |
| Arcach       | 19. března 2014 | [ 55 ]    |